# Albert Rossich i Estragó
Albert Rossich i Estragó (Girona, 13 de juliol de 1952) és un escriptor i filòleg català, catedràtic de Filologia catalana de la Universitat de Girona. Ha publicat articles sobre la modernitat primerenca per demostrar que l'anomenada «Decadència» de la literatura catalana és una construcció problemàtica del segle xix que s'ha de revisar. És membre de la secció Francesc Eiximenis de l'Institut de Llengua i Cultura Catalanes de la UdG, i membre corresponent de la Reial Acadèmia de Bones Lletres de Barcelona, des del 2000. Fou director de l'Institut de Llengua i Cultura Catalanes entre 2004 i 2008.
Ha fet una adaptació dramàtica de Lo desengany de Francesc Fontanella i ha editat la poesia de Francesc Vicent Garcia. Des de 2006, dirigeix la col·lecció Philologica de l'editorial baixempordanesa Edicions Vitel·la, que ha editat obres com ara la tragèdia neoclàssica Arminda, del menorquí Joan Ramis i Ramis.